# Semiothisa aspirata
Macaria aemulataria là một loài bướm đêm trong họ Geometridae.